# Oblast du Nord (1918-1920)
L'oblast du Nord (en russe : Се́верная о́бласть, Severnaïa oblast) est une éphémère entité administrative créée en août 1918 par les Blancs, pendant la guerre civile russe. Sa capitale administrative est la ville d'Arkhangelsk. En février 1920, l'entrée de l'Armée rouge à Arkhangelsk met fin à cette oblast anti-bolchévique.

## Histoire

### Contexte
Les forces anglo-américano-franco-polonaises apprennent qu’en avril 1918, une division des troupes allemandes a débarqué en Finlande, menaçant de capturer la voie ferrée de Mourmansk-Pétrograd, le port stratégique de Romanov-sur-Mourmane (Mourmansk) et peut-être même la ville d'Arkhangelsk. Face à cette série d'évènements, les dirigeants des gouvernements britannique et français décident que les Alliés doivent entreprendre une intervention militaire dans le nord de la Russie. En juillet 1918, contre l'avis de son département de la Guerre, le Président Wilson accepte finalement une modeste participation à cette campagne de soldats américains.
Les officiers de Mourmansk, dont ceux du cuirassé Tchesma et du croiseur Askold se joignent à partir du 23 juin 1918 aux troupes alliées débarquées et vont combattre les bolcheviks, notamment sur le fleuve Dvina septentrionale. 

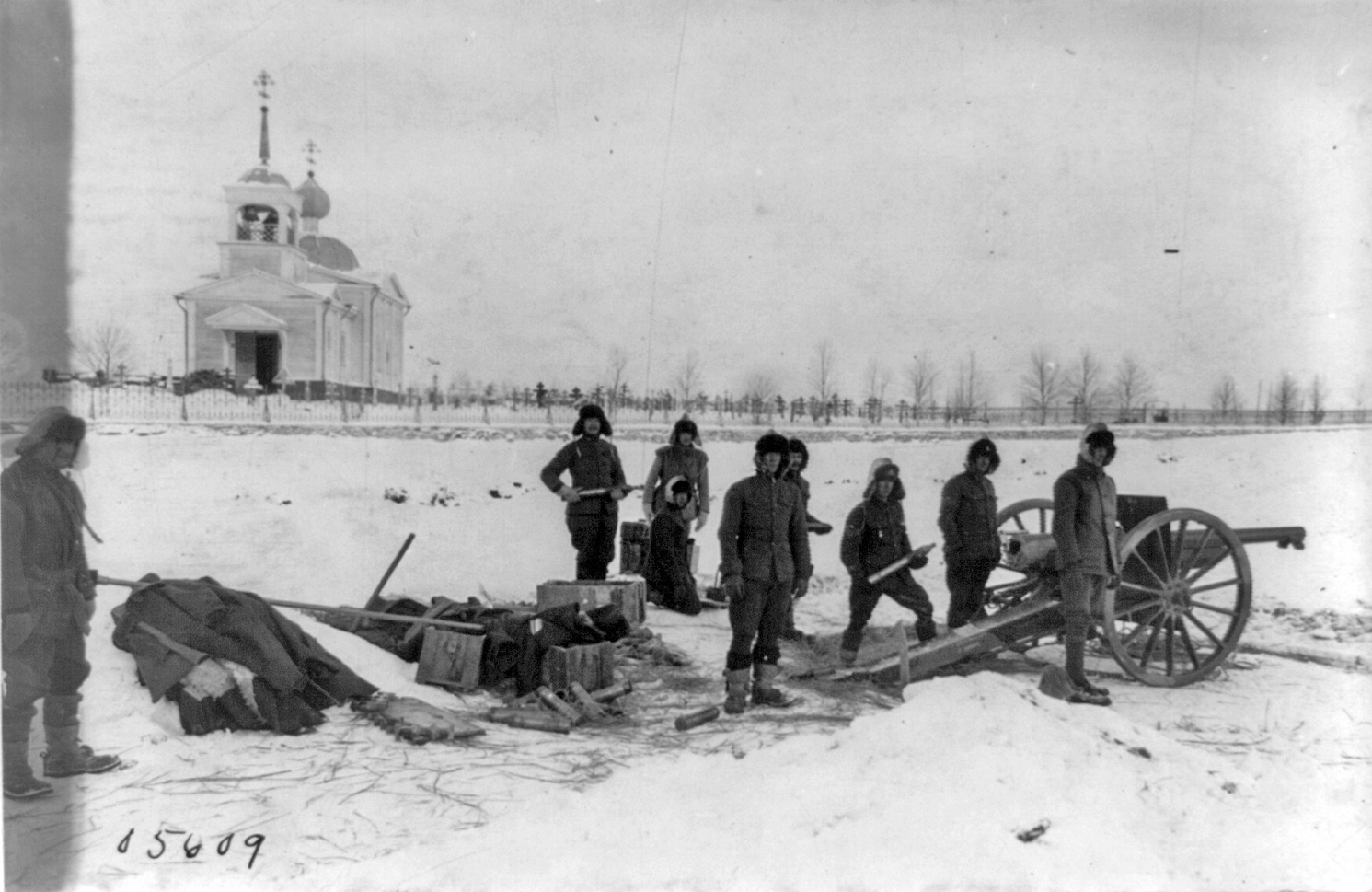
Troupes américaines sur le front nord.

Le 31 juillet, le général Pool s’empare d’Arkhangelsk après un soulèvement organisé par des officiers russes, qui chasse les rouges. Cette campagne voit une attaque aéronavale appuyant le débarquement de troupes pour prendre une batterie encore tenue par les bolcheviks. Un gouvernement provisoire dirigé par Nikolaï Tchaïkovski favorable aux alliés est établi pour unifier les différentes factions anti-bolcheviques.

### Formation

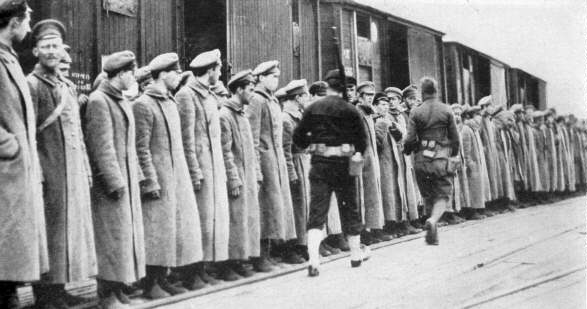
Prisonniers bolcheviks.

L'oblast du Nord fut établi en août 1918 à la suite du débarquement de troupes alliées le 2 août et la fuite des soviets du gouvernement d'Arkhangelsk.
Nikolaï Tchaïkovski, membre du Parti socialiste révolutionnaire, forma un gouvernement antibolchévique et avec le soutien des troupes internationales engagées aux côtés des Armées blanches (sous le commandement du général Marouchevski) contre les forces rouges. Parmi ses troupes alliées aux armées blanches, 5 000 Américains, 4 500 Français, 1 500 Serbes, 1 300 Italiens et 560 Britanniques.
En novembre 1918, le gouvernement anti-bolchévique de Nikolaï Tchaïkovski demande au général russe Ievgueni Miller de le rejoindre dans l'oblast du Nord et d'en devenir gouverneur-général. Le 1er janvier 1919, il arrive à Arkhangelsk, où il est nommé directeur des Affaires étrangères du gouvernement. Le 15 janvier, il est nommé gouverneur général de la région du Nord et commande les armées blanches du nord de la Russie.

### Dissolution
L'oblast du Nord cessa d'exister en février 1920, après la fuite de son gouverneur blanc Ievgueni Miller, qui s'échappa d'Arkhangelsk pour gagner la Norvège avant de s'installer en France.
Après l'échec de la contre révolution blanche, Nikolaï Tchaïkovski s'exile à Paris avec sa famille. Il meurt à Londres dans le district londonien de Harrow en 1926.